# Norbertus Vanderheyde
Norbertus Vanderheyde (of van der Heyde) (Steenkerke, 17 oktober 1811 – Veurne, 16 juli 1883) was burgemeester van de Belgische stad Veurne.

## Levensloop
Norbert Charles Van der Heyde was het enige kind van landbouwer Norbert-Dominique Van der Heyde (Eggewaartskapelle, 1778 - Steenkerke, 1838) en Joanna Winnock. Hij trouwde in 1846 met Clemence Ghewy (Veurne, 1820-1875), dochter van notaris Franciscus-Xaverius Ghewy. Het echtpaar had 12 kinderen, van wie er slechts één nakomelingen had. Hij was handelaar en hotelhouder. Hij deed ook rechtenstudies, werd kandidaat-notaris en liep stage bij burgemeester Louis Cuvelier, maar werd nooit notaris benoemd.
In 1857 volgde de katholiek Vanderheyde de overleden burgemeester Désiré Bril op. Van de 11 gemeenteraadsleden was hij, samen met Florimond Maieur, de enige uitgesproken katholiek. Dit wijst erop dat Vanderheyde, die nog maar een jaar in de gemeenteraad zetelde, op deze functie door de katholieke regering 'geparachuteerd' werd. In 1860 werd hij dan ook door het liberaal ministerie Rogier ontslagen en vervangen door de liberaal August Behaeghel.